# Middle Class Revolt
Middle Class Revolt — семнадцатый студийный альбом британской рок-группы The Fall, записанный в конце 1993 — начале 1994 года с продюсером Рексом Сарджентом и выпущенный 3 мая 1994 года записывающей компанией Permanent Records (на филиале Cog Sinister, собственном лейбле Марка Э. Смита). 14 мая Middle Class Revolt поднялся до #48 в UK Albums Chart.

## История
Альбом Middle Class Revolt записывался в рочдейлской Suite 16 и The Windings Studio (в Рексеме), а вышел в начале мая 1994 года, вскоре после того, как группа записала John Peel Session #17. Релизу предшествовал сингл «15 Ways» (с «Hey! Student» и «The $500 Bottle of Wine»), поднявшийся в чартах до #65. В работе над альбомом принял участие вернувшийся в 1993 году барабанщик Карл Бёрнс, который покинул состав после This Nation's Saving Grace.
В альбом вошли два сингла («Behind the Counter» — декабрь 1993, #75 UK; «15 Ways» — апрель 1994, #65), а также пять треков, в эти синглы так или иначе включавшиеся. Это означало, что Fall-фэны услышали в альбоме лишь 7 новых для себя вещей, три из которых оказались кавер-версиями.
После серии британских концертов в поддержку альбома The Fall 28 мая 1994 года выступили на Вильнюсском рок-фестивале. В августе к составу вновь присоединилась Брикс Смит.

## Отзывы критики
Альбом в мае 1994 года получил в целом благоприятную прессу; еженедельник New Musical Express дал ему двойную оценку: 7/10 — по стандартам The Fall, 8/10 — по общим стандартам.
Впоследствии критики относились к нему строже; так, рецензент Allmusic назвал его неровным и разношёрстным, смесью как «бесцветных, так и ярких, яростных песен».

## Список композиций
1. «15 Ways» (Mark E. Smith, Craig Scanlon, Steve Hanley)
2. «The Reckoning» (Smith, Scanlon, Hanley)
3. «Behind the Counter» (Smith, Scanlon, Hanley)
4. «M5#1» (Smith, Scanlon, Hanley)
5. «Surmount All Obstacles» (Smith, Scanlon, Hanley)
6. «Middle Class Revolt!» (Smith, Scanlon, Hanley)
7. «War» (Peter Blegvad/Anthony Moore — Slapp Happy)
8. «You’re Not Up to Much» (Smith, Scanlon, Hanley)
9. «Symbol of Mordgan» (Smith, Scanlon, Hanley)
10. «Hey! Student» (Smith, Scanlon, Hanley)
11. «Junk Man» (Tony McPhee)
12. «The $500 Bottle of Wine» (Smith, Scanlon, Hanley)
13. «City Dweller» (Smith, Scanlon, Hanley)
14. «Shut Up!» (The Monks)

### Комментарии к песням
- «15 Ways». Песня вышла синглом и поднялась до #65 в UK Singles Chart[4].
  - 15 Ways, видеоклип к синглу, 1994.
- «Hey! Student» явилась своего рода продолжением более ранней «Hey! Fascist». Группа впервые исполнила её на концерте в ливерпульском Lomax в январе[7]. Песня вошла на # 2 в рождественский список лучших песен года по версии Джона Пила (Festive Fifty), уступив Inspiral Carpets, «I Want You» — песне, в записи которой Смит принял участие в качестве приглашённого вокалиста[8].

## Участники записи
| The Fall - Mark E. Smith — вокал - Craig Scanlon — гитара, диалог с Пилом в «Symbol Of Mordgan» - Steve Hanley — бас-гитара - Simon Wolstencroft — ударные, программинг - Karl Burns — ударные, казу («Junk Man») - Dave Bush — клавишные, программинг | - John Peel — диалог со Скэнлоном в «Symbol Of Mordgan» - Rex Sergeant — продюсер, звукоинженер - Richard Wheelan, Alex Lee — звукоинженеры-ассистенты - Pascal Le Gras — оформление обложки |  |